# Amoreira, Parada e Cabreira
Amoreira, Parada e Cabreira (oficialmente: União das Freguesias de Amoreira, Parada e Cabreira) é uma freguesia portuguesa do município de Almeida, com 31,4 km² de área e 307 habitantes (censo de 2021). A sua densidade populacional é 9,8 hab./km².

## História
Foi constituída em 2013, no âmbito de uma reforma administrativa nacional, pela agregação das antigas freguesias de Amoreira, Parada e Cabreira com sede em Amoreira.

## Demografia
A população registada nos censos foi:
| Distribuição da População por Grupos Etários | Distribuição da População por Grupos Etários | Distribuição da População por Grupos Etários | Distribuição da População por Grupos Etários | Distribuição da População por Grupos Etários | Distribuição da População por Grupos Etários |
| -------------------------------------------- | -------------------------------------------- | -------------------------------------------- | -------------------------------------------- | -------------------------------------------- | -------------------------------------------- |
| Antes da agregação                           |                                              |                                              |                                              |                                              |                                              |
| Ano                                          | 0-14 anos                                    | 15-24 anos                                   | 25-64 anos                                   | >= 65 anos                                   | Total                                        |
| 2001                                         | 38                                           | 48                                           | 188                                          | 146                                          | 420                                          |
| 2011                                         | 16                                           | 28                                           | 186                                          | 153                                          | 383                                          |
| Após a agregação                             |                                              |                                              |                                              |                                              |                                              |
| Ano                                          | 0-14 anos                                    | 15-24 anos                                   | 25-64 anos                                   | >= 65 anos                                   | Total                                        |
| 2021                                         | 13                                           | 16                                           | 161                                          | 117                                          | 307                                          |